# 레지 오코사
레지 오코사(Reggie Okosa, 1980년 12월 12일~ )는 KBL의 부산 KT 소닉붐 소속의 외국인 농구선수이다. 나이지리아와 미국 국적을 갖고 있으며, 리살대학교를 졸업하였다.
2007년 7월 22일에 열린 KBL 외국인선수 드래프트에서 전체 2순위로 원주 동부 프로미에 뽑힌 그는, 2007-2008 시즌에 평균 18.39득점과 12.33개의 리바운드를 기록하며 김주성과 같이 동부의 굳건한 트윈 타워로 활약하였고, 소속팀이 정규리그와 플레이오프를 통합 우승하는 데 결정적인 기여를 했다.
동부 구단에서는 그의 활약과 공로를 인정하여 2008-2009 시즌에도 재계약을 결정하였으나 시즌 도중 크리스 다니엘스와 맞트레이드 되어 대구 오리온스의 유니폼을 입게 되었으며, 2008-2009 시즌 종료 후 소속팀과의 재계약에는 실패하였다. 2014-2015시즌 부산 KT 소닉붐의 에반 브락의 대체선수로 5시즌 만에 KBL 무대로 복귀하였다.